# 95-й Конгресс США
Девяно́сто пя́тый Конгре́сс США — заседание Конгресса США, действовавшее в Вашингтоне с 3 января 1977 года по 3 января 1979 года в период последних недель президентства Джеральда Форда и первых двух лет президентства Джимми Картера. Обе палаты, состоящие из Сената и Палаты представителей, имели демократическое большинство. Распределение мест в Палате представителей было основано на переписи населения 1970 года.
По состоянию на 2021 год это последний Конгресс, который одобрил поправку к Конституции США. 

## Важные события
- 20 января 1977 года — президентская инаугурация Джимми Картера
- 13 июля 1977 года — отключение электроэнергии в Нью-Йорке
- 1 января 1978 года — Северные Марианские Острова покинули подопечную территорию Тихоокеанских островов и стали Содружеством
- 8 февраля 1978 года — заседания Сената впервые транслируются по радио
- 17 сентября 1978 года — Кэмп-Дэвидские соглашения

## Ключевые законы
- Закон о контроле за горными работами и мелиорации (1977)
- Закон о продовольствии и сельском хозяйстве (1977)
- Закон о реформе Федеральной резервной системы (1977)
- Закон о сокращении опасности землетрясений (1977)
- Закон о реинвестициях в сообщества (1977)
- Закон об исследовании и маркировке сахарина (1977)
- Закон о чистой воде (1977)
- Закон о международных чрезвычайных экономических полномочиях (1977)
- Закон о нераспространении ядерного оружия (1978)
- Закон о международной банковской деятельности (1978)
- Закон о генерале-инспекторе (1978)
- Закон о реформе государственной службы (1978)
- Закон о торговле сельскохозяйственной продукцией (1978)
- Закон о дерегулировании авиакомпаний (1978)
- Акт о негласном наблюдении в целях внешней разведки (1978)
- Закон о любительском спорте (1978)
- Закон об этике в правительстве (1978)
- Закон Хамфри—Хокинса о полной занятости (1978)
- Закон о дискриминации при беременности (1978)
- Закон о доходах (1978)
- Закон об исследованиях, разработках и демонстрациях солнечной фотоэлектрической энергии (1978)
- Закон о защите индейских детей (1978)
- Закон о национальной политике в области энергосбережения (1978)
- Закон о нормативной политике в сфере коммунальных услуг (1978)
- Закон о налоге на энергию (1978)
- Закон о праве на финансовую неприкосновенность частной жизни (1978)
- Закон об электронном переводе денежных средств (1978)

## Членство

### Сенат
| Период | Всего | Вакантно | Партии                 | Партии                      | Партии                 |
| Период | Всего | Вакантно | Демократическая партия | Независимые (с демократами) | Республиканская партия |
| ------ | ----- | -------- | ---------------------- | --------------------------- | ---------------------- |
| Начало | 100   | 0        | 61                     | 1                           | 38                     |
| Конец  | 100   | 0        | 58                     | 1                           | 41                     |

### Палата представителей
| Начало | 435 | 0  | 292 | 143 |
| Конец  | 416 | 19 | 275 | 141 |